# Judas Thaddäus Sichelbein
Judas Thaddäus Sichelbein (* 25. Mai 1684 in Wangen; † 26. Juni 1758 ebenda) war der letzte Maler der Malerfamilie Sichelbein.

## Leben
Judas Thaddäus wurde am 25. Mai 1684 in Wangen als Sohn des katholischen Malers Johann David Sichelbein geboren. Wo er seine Ausbildung als Maler absolvierte, ist unbekannt. Am 27. September 1714 beantragte er den Heiratskonsens und wurde am 30. September mit Maria Magdalena Pfanner verheiratet. Maria Magdalena war Tochter eines Ratsherren der Stadt Wangen, was einen sozialen Aufstieg für Judas Thaddäus nach sich zog. Auch hatte er durch die Mitgift die finanziellen Möglichkeiten, sich eine Werkstatt aufzubauen.
Die ersten fassbaren Malereien von ihm waren Fassarbeiten. In der Stiftskirche zu Rheinau fasste er das Rückpositiv. Am 5. September erhielt er den Auftrag, einen Hochaltar für die Klosterkirche des Klosters Schussenried zu fertigen. Da er nur Maler war, gab er die Schnitz- und Schreinerarbeiten an Subunternehmer weiter, lediglich die großen Figuren wollte das Kloster selbst schnitzen lassen. Mit dieser Arbeit war er mit Empfang der Schlusszahlung am 13. September 1718 fertig.
1720 erhielt Judas Thaddäus seinen zweiten Großauftrag. Für das Kloster Rheinau fertigte er ebenfalls einen Hochaltar, der am 15. März 1723 fertig wurde. Dabei gab es jedoch Streitereien mit den Subunternehmern, welche für die Holz- und Schnitzarbeiten zuständig waren. Diese gipfelten in einer Klageschrift beim Rat der Stadt Wangen.
1723 wurde er mit dem Hochaltar für den Neubau der Klosterkirche St. Martin des Klosters Weingarten betraut, ebenso sollte er zwei Seitenaltäre und ein Eisengitter neu fassen. Insgesamt belief sich die Auftragssumme auf 5500 Gulden.
Danach war er wieder im schweizerischen Rheinau tätig. Dies waren wohl alle vollständigen Altarbauten, welche ihm gegeben wurden, zumindest sind keine weiteren fassbar. Alle zukünftigen Malereien stellen lediglich Fassmalereien dar. 1727 durfte er in der Abtei Ottobeuren 32 Säulen im Kaisersaal marmorieren und Figuren vergolden. In der Zukunft wurde das Kloster zu einem seiner größten Auftraggeber. So war er 1732 bis 1734 wieder in Ottobeuren beschäftigt. Dabei erhielten er und seine Gesellen kostenlose Kost.
1738 war er in der Wallfahrtskirche Eldern tätig. Ab 1735 war Judas Thaddäus öfters für die Grafen von Waldegg tätig, danach für die Pfarrkirche in Kißlegg bis 1741. Für den Neubau (1741–1749) der Klosterkirche des Klosters Ofteringen gestaltete er die Seitenaltäre und den Hochaltar mit der Chorwand. Danach trat er erst wieder 1754 in Erscheinung, als er vor dem Wangener Rat um einen Auftrag stritt.
Am 26. Juni 1758 starb Judas Thaddäus in Wangen. Von seinen neun Kindern überlebten nur vier die ersten Jahre. Allerdings trat keines der Kinder als Maler auf. Damit war die über 180 Jahre lange Familientradition als Malerfamilie beendet.